# 赤木りえ
赤木 りえ（あかぎ りえ、1958年6月10日 - ）は、日本のフルーティスト。所属レコードレーベルは、東芝EMI/EASTWORLD、テイチク/Continental、ビクターエンタテインメント/aosis records等。
キューバやプエルトリコなどのカリブ海地域と日本を拠点に活動。東京芸術大学器楽科（フルート専攻）卒業。祖父は大正期・昭和初期を代表するオペラ歌手の清水金太郎、従兄弟はACE（聖飢魔IIの構成員・エース清水）。

## 出演番組
- ミュージックシティー「インストゥルメンタル」（NHK-FM）

## アルバム・ディスコグラフィ
- PUZZLE（1985年6月21日）[4]
- L'Histoire De Paris = 巴里物語（1986年11月21日）[5]
- おもいでの夏（1987年6月21日）[6]
- 少女の頃（1988年1月21日）[7]
- FANTASIA（1988年10月21日）[8]
- 花ものがたり（1989年9月21日）[9]
- Cervecera costa del sol/太陽の海岸をあなたに（1992年4月22日）[10]
- MOLIENDO CAFE〜Coffee Rumba〜（1994年3月23日）[11]
- 素敵な恋をするために（1995年3月22日）
  - vol.1 初めての告白[12]
  - vol.2 Kissの予感[13]
  - vol.3 ぎゅっと抱きしめて[14]
- カフェ・ノスタルジア（1997年6月18日）[15]
- Isla Verde（2001年4月21日）[16]
- THE PROMISED LAND(Isla Del Encanto) （2002年3月21日）[17]
- MOON ISLAND/Perla Del Caribe （2003年10月22日）[18]
- Isla Verde/THE PROMISED LAND（2004年5月21日）[19]
- カリビアン・フルーツ（2007年5月23日）[20]
- フルーツ・ジャムfeaturing赤木りえ（2009年5月20日）[21]
- カフェ・コン・レチェ（2014年10月12日）[22]
- 魔法の国の魔法のフルート （2020年6月1日）[23]

## 楽曲
- Carribean Angel
- His Dog's Voice
- Shi Wa Zu
- キャラバン
- Sudden Samba
- デイドリームはさかさま国
- リトル・サンフラワー
- Medley;Soul Makossa|Mama,Cuidame A Belen
- Spain"Concierto De Aranjuez|Spain"
- El Cumbanchero Suite: El Cumbanchero
- Feliciano
- The Promised Land
- エル・クンバンチェーロ組曲 ルンバ・エル・クンバンチェーロ
- コモ・フエ
- Rio Samba
- ネヴァー・エンディング・ストーリー
- Obsesion
- Soul Bossa Nova
- Spain "Concierto De Aranjuez / Spain" Vocal Version
- Felices Dias
- 恋の連鎖〜クリスマス
- Preciosa
- スリエちゃんの子守唄
- Mi Zo Ca
- Song Of The Bird
- Caribbean Morning
- カリブ海
- Ocire
- Caribbean Angel
- Motivo #3
- Departures
- Capullito De Aleli